# Jonas Kaufmann
Jonas Kaufmann (Munique, 10 de julho de 1969) é um tenor lirico spinto, alemão.
Kaufmann, depois de estudar matemática, completou seus estudos no conservatório de sua cidade natal em 1994, tendo participado em "master classes" com James King, Hans Hotter e Josef Metternich.
Começou a sua carreira profissional no Staatstheater de Saarbrücken em 1994 e logo foi convidado a participar em importantes teatros, como a Ópera de Estugarda a Ópera Estatal de Hamburgo, bem como a estreia internacional na Ópera Lírica de Chicago, Ópera Nacional de Paris, no Teatro alla Scala de Milão e Bayerische Staatsoper de Munique. Fez a sua estreia no Festival de Salzburgo em 1999, numa nova produção de Doktor Faust de Busoni e regressou em 2003 como Belmonte  na ópera O Rapto do Serralho de Mozart, e para o concerto da Nona Sinfonia de Beethoven com a Filarmônica de Berlim.
Atuou no Covent Garden, em 2006/2007, no papel de Don José da Carmen de Bizet, e também actuou como Alfredo na Traviata de Verdi no Metropolitan Opera,  e no Covent Garden em 2008. Em maio de 2008, Kaufmann fez sua estreia no papel de Mario Cavaradossi na Tosca de Puccini no Covent Garden, novamente para a aclamação da crítica.
Em 2008/2009 atuou como Manon em Chicago contracenando com Natalie Dessay, no papel títular, e na nova produção da ópera Lohengrin, na Ópera do Estado Bávaro.
Cantou essa obra no Festival de Bayreuth, na noite de abertura a 25 julho de 2010, com encenação de Hans Neuenfels e conduzido por Andris Nelsons.
Sua gravação de estreia com a Decca, Romantic Arias, foi lançado em 2008 e um dos mais bem-sucedidos CDs clássicos do ano. Em 2009 lançou seu segundo álbum "Sehnsucht", com repertório em alemão.

## Obra selecionada
- Ludwig van Beethoven: Fidelio - Florestan
- Hector Berlioz: La damnation de Faust - Faust
- Georges Bizet: Carmen - Don José
- Engelbert Humperdinck: Königskinder (ópera) - Königssohn
- Jules Massenet: Manon - Des Grieux
- Wolfgang Amadeus Mozart: Die Zauberflöte - Tamino
- Giacomo Puccini: La Bohème-  Rodolfo
- Giacomo Puccini: Tosca - Cavaradossi
- Marc Schubring: Cyrano de Bergerac - Christian
- Friedrich Smetana: A Noiva Vendida - Hans
- Giuseppe Verdi: La Traviata - Alfredo
- Giuseppe Verdi: Otello - Cassio
- Giuseppe Verdi: Rigoletto - Duca
- Giuseppe Verdi: Don Carlo - Titelrolle
- Richard Wagner: Parsifal - Titelrolle
- Richard Wagner: Die Meistersinger von Nürnberg - Walther
- Richard Wagner: Lohengrin - Titelpartie
- Jules Massenet: Werther - Titelpartie

## Discografia

### CD
- 2006: Strauss Lieder, com o pianista Helmut Deutsch.
- 2007: Romantic Arias, com regência de Marco Armiliato
- 2008: Madame Butterfly, ópera de Puccini com a soprano Angela Gheorghiu.
- 2009: Sehnsucht, com Obras de Mozart, Schubert, Beethoven e Wagner.
- 2009: Die Schöne Müllerin, ciclo de Lieder de Schubert.
- 2010: Verismo, com regência de Antonio Pappano.
- 2011: Fidelio, de Beethoven, com regência de Claudio Abbado.
- 2012: Carmen, de Bizet, com regência de Simon Rattle.
- 2013: Die Walküre, ópera de Richard Wagner com regência de Valery Gergiev.
- 2013: The Verdi Album, com árias de Giuseppe Verdi, regidas por Pier Giorgio Morandi.
- 2013: Wagner, com árias e Lieder de Richard Strauss, regidos por Donald Runnicles.
- 2013: Requiem, de Giuseppe Verdi, regido por Daniel Barenboim.
- 2014: Du bist die Welt für mich, com árias e duetos de operetas, regidos por Jochen Rieder.
- 2014: Winterreise, ciclo de Lieder de Schubert, com o pianista Helmut Deutsch.
- 2015: Nessun dorma, com árias e duetos de Puccini, regidos por Antonio Pappano.
- 2016: Dolce vita, de canções italianas, com regência de Asher Fisch.
- 2017: Das Lied von der Erde, de Gustav Mahler, com regência de Jonathan Nott.

### DVD
- 2007: La Clemenza di Tito, de Mozart, como Tito, com a regência de Franz Welser-Möst (Ópera de Zurique).
- 2008: Carmen, de Bizet, como Don José, com Anna Caterina Antonacci como Carmen (Royal Opera House).
- 2009: Rosenkavalier, de Richard Strauss, como cantor italiano, com Renée Fleming e Diana Damrau (Festspielhaus Baden-Baden).
- 2010: Lohengrin, de Richard Wagner, no papel título, com Anja Harteros como Elsa (Bayerische Staatsoper).
- 2012: Tosca, de Puccini, como Cavaradossi, com a regência de Antonio Pappano (Royal Opera House).
- 2012: Königskinder, de Engelbert Humperdinck, com a regência de Ingo Metzmacher (Ópera de Zurique).
- 2013: Die Walküre, de Richard Wagner, com a regência de James Levine (Metropolitan Opera House).
- 2014: Parsifal, de Richard Wagner, no papel título, com a regência de Daniele Gatti na montagem de François Girard (Metropolitan Opera House).
- 2014: Don Carlo, de Verdi, no papel título, com a regência de Antonio Pappano (Festival de Salzburgo).
- 2014: Carmen, de Bizet, como Don José, com Vesselina Kasarova como Carmen e regência de Franz Welser-Möst (Ópera de Zurique).

### Literatura
- 2010 Thomas Voigt, Jonas Kaufmann. "Meinen die wirklich mich?", Henschel-Verlag, Leipzig ISBN 978-3-89487-669-2